# カクヨムWeb小説コンテスト
カクヨムWeb小説コンテスト（かくよむうぇぶしょうせつこんてすと）は、Web小説投稿サイト「カクヨム」上でKADOKAWAが開催するWeb小説を対象としたライトノベルの文学賞。ファンタジー、SF、ミステリー、ホラー、恋愛・ラブコメ、現代アクション、現代ドラマの7ジャンルがあり、各応募ジャンルの大賞には賞金100万円に加え、書籍化が確約される。

## 選考委員
- 株式会社KADOKAWA
- MF文庫J編集部
- 角川スニーカー文庫編集部
- 角川ビーンズ文庫編集部
- カドカワBOOKS編集部
- 角川ルビー文庫編集部
- ゲーム・企画書籍編集部
- ビーズログ文庫編集部
- ファミ通文庫編集部
- 富士見ファンタジア文庫編集部
- 富士見L文庫編集部
- プライム書籍編集部

## 第1回
- 応募総数：5,788作品
- 最終選考：185作品
- 大賞受賞作：7作品
- 特別賞受賞作：19作品

### 大賞
- ファンタジー部門 「誰にでもできる影から助ける魔王討伐」 著者：槻影
- SF 部門 「横浜駅 SF」 著者：イスカリオテの湯葉
- ホラー部門 「僕の妹はバケモノです」 著者：鹿角フェフ
- 現代ドラマ部門 「ヒーローは眠らない」 著者：伊丹央
- 現代アクション部門 「勇者のクズ」 著者：ロケット商会
- 恋愛・ラブコメ部門 「平安時代にタイムスリップしたら紫式部になってしまったようです」 著者：中臣悠月
- ミステリー部門 「うさぎ強盗には死んでもらう」 著者：唐間ネロ

### 特別賞
- 「愛原そよぎのなやみごと」 著者：雪瀬ひうろ
- 「佐伯さんと、ひとつ屋根の下 I'll　have　Sherbet! 」 著者：九曜
- 「憧れの魔法少女の正体が男でした。」 著者：山田絢
- 「家の納屋にダンジョンがある ―God in the abyss of despair―」 著者：止流うず
- 「放課後は、異世界喫茶でコーヒーを」 著者：風見鶏
- 「医療魔術師と呼ばないで！もう…限界です」 著者：はな
- 「ヴぁんぷちゃんとゾンビくん 吸血姫は恋したい」 著者：空伏空人
- 「Eje(c)t」 著者：BObeMAN
- 「御伽噺を翔ける魔女」 著者：碧檎
- 「おめでとう、俺は美少女に進化した。」 著者：和久井透夏
- 「クトゥルフ神話 探索者たち 〜鈴森くんの場合〜」 著者：墨の凛
- 「黄昏のブッシャリオン」 著者：碌星らせん
- 「食べるだけでレベルアップ！〜駄女神といっしょに異世界無双〜」 著者：kt60
- 「常夜ノ国ノ天照」 著者：諸口正巳
- 「始まりの魔法使い」 著者：石之宮カント
- 「豚公爵に転生したから、今度は君に好きと言いたい」 著者：合田拍子
- 「マワル廻スロットガチャと異世界物語 〜奇妙なメンバーとの冒険譚?〜」 著者：時野洋輔
- 「山本五十子の決断」 著者：如月真弘
- 「勇者のパーティで、僕だけ二軍!?」 著者：布施瓢箪

## 第2回
- 応募総数：2,690作品
- 最終選考：275作品
- 大賞受賞作：4作品
- 特別賞受賞作：9作品

### 大賞
- 異世界ファンタジー部門 「勇者、辞めます〜次の職場は魔王城〜」 著者：クオンタム
- 現代ファンタジー部門 「暗殺拳はチートに含まれますか？ 〜彼女と目指す最強ゲーマー〜」 著者：渡葉たびびと
- 恋愛部門 「雪華後宮記 宮女試験とユーレイ公主」 著者：在原小与
- ホラー部門 「限界集落・オブ・ザ・デッド」 著者：ロッキン神経痛
- SF部門 該当作なし
- ドラマ・ミステリー部門 該当作なし
- ラブコメ部門 該当作なし

### 特別賞
異世界ファンタジー部門
- 「リアルでガチな天才が異世界に転生しても天才魔法使いになって元娼婦嫁とイチャイチャする話。」 著者：kmsr
- 「生産職を極め過ぎたら伝説の武器が俺の嫁になりました」 著者：あまうい白一
- 「先輩冒険者さんが助けてくれるのできっと大丈夫なのです！ 新米冒険者の日記帳」 著者：荒木シオン
- 「英雄の娘として生まれ変わった英雄は再び英雄を目指す」 著者：鏑木ハルカ
- 「ホームレス転生 〜異世界で自由すぎる自給自足生活〜」 著者：徳川レモン
- 「次元の裂け目に落ちた転移の先で」 著者：四つ目

恋愛部門
- 「ウチの王子が可憐すぎる！」 著者：青柳朔
- 「この世界で、君と二度目の恋をする」 著者：望月くらげ

ホラー部門
- 「格安温泉宿を立て直そうとしたらハーレム状態になったんだけど全員人外なんだ」 著者：うみ

## 第3回
- 応募総数：3,088作品
- 最終選考：211作品
- 大賞受賞作：4作品
- 特別賞受賞作：15作品

### 大賞
- 異世界ファンタジー部門 「公女殿下の家庭教師 謙虚チートな魔法授業をはじめます」 著者：七野りく
- SF・現代ファンタジー部門 「異世界でチート能力を手にした俺は、現実世界をも無双する〜レベルアップは人生を変えた〜」 著者：美紅
- キャラクター文芸部門 「アラフォー社畜の美少女生活」 著者：原田まりる
- 恋愛部門 該当なし
- ラブコメ部門 「継母の連れ子が元カノだった 昔の恋が終わってくれない」 著者：紙城境介
- ホラー・ミステリー部門 該当なし

### 特別賞
- 「辺境都市の育成者 始まりの雷姫」 著者：七野りく
- 「空手バカ異世界」 著者：輝井永澄
- 「ご落胤王子は異世界を楽しむと決めた！」 著者：るう
- 「あなたのドラゴン、差押えます〜アラサー公務員の異世界徴税〜」 著者：飛野猶
- 「異世界城主、奮闘中! 〜ガチャ姫率いて、目指すは最強の軍勢〜」 著者：ありんす
- 「女神に騙された俺の異世界ハーレム生活」 著者：回復師
- 「宵の国戦記」 著者：長月東葭
- 「神猫ミーちゃんと猫用品召喚師の異世界奮闘記」 著者：にゃんたろう
- 「迷宮学園アジテーション」 著者：白星敦士
- 「ドラゴライト」 著者：佐月詩
- 「トイレで読む、トイレのためのトイレ小説」 著者：雹月あさみ
- 「ハイカラ娘と銀座百鬼夜行」 著者：作楽シン
- 「市長の恋」 著者：オレンジ11
- 「和桜国のレディ 〜淑女は一日にしてならず〜」 著者：冬村蜜柑
- 「好感度120%の北条さんは俺のためなら何でもしてくれるんだよな……」 著者：本田セカイ

## 第4回
- 応募総数：3,708作品
- 最終選考：256作品
- 大賞受賞作：4作品
- 特別賞受賞作：30作品

### 大賞
- 異世界ファンタジー部門 「鍛冶屋ではじめる異世界スローライフ」 著者：たままる
- SF・現代ファンタジー部門 「ある日から使えるようになった転移魔法が万能で生きるのが楽しくなりました」 著者：まるせい
- キャラクター文芸部門 「熊本くんの本棚 ゲイ彼と私とカレーライス」 著者：キタハラ
- 恋愛部門 該当なし
- ラブコメ部門 「年上エリート女騎士が僕の前でだけ可愛い」 著者：たかた
- ホラー・ミステリー部門 該当なし

### 特別賞
異世界ファンタジー部門
- 「佐々木とピーちゃん 異世界でスローライフを楽しもうとしたら、現代で異能バトルに巻き込まれた件 〜魔法少女がアップを始めたようです〜」 著者：ぶんころり
- 「元異世界転移者だった課長のおじさん、人生二度目の異世界を駆け廻る」 著者：銀麦
- 「ジョブホッパーの魔導譚」 著者：フェアリーP
- 「絵筆の召喚術師 〜神絵師が描いたら何でも具現化できました〜」 著者：真波潜
- 「13番目の転移者、異世界で神を目指す スキル【アイテム増殖】を手に入れた僕は最強装備片手に異世界を満喫する」 著者：まるせい
- 「転生した社畜は異世界でも無休で最強へ至る」 著者：丁鹿イノ
- 「天才詐欺師は転生してもラクに暮らしたい」 著者：如月衣更
- 「陰に隠れてた俺が魔王軍に入って本当の幸せを掴むまで」 著者：松尾からすけ
- 「異世界英雄譚 魔物の技と二つの命で最凶世界を勝ち残る」 著者：ひるのあかり
- 「異世界覚醒超絶クリエイトスキル 〜生産・加工に目覚めた超有能な僕を、世界は放っておいてくれないようです〜」 著者：たかた
- 「お酒のために乙女ゲー設定をぶち壊した結果、悪役令嬢がチート令嬢になりました」 著者：ゆなか
- 「勇者パーティーで回復役だった僕は、田舎村で治療院を開きます」 著者：空水城
- 「山育ちのドラスレさん 〜異世界でドラゴンスレイヤーとして生きていく〜」 著者：茂野らいと
- 「商社マンの異世界サバイバル 〜絶対人とはつるまねえ〜」 著者：餡乃雲
- 「女神様から同情された結果こうなった」 著者：回復師
- 「魔女に育てられた少年、魔女殺しの英雄となる」 著者：クボタロウ

SF・現代ファンタジー部門
- 「勇者？ 賢者？ いえ、はじまりの街の《見習い》です なぜか仲間はチート級」 著者：伏(龍)
- 「人生をかけて人類の敵、やっています Law and Chaos online 7」 著者：行記
- 「隣のキミであたまがいっぱい。」 著者：城崎

キャラクター文芸部門
- 「ネコばあさんの家に魔女が来た」 著者：赤坂パトリシア
- 「百花宮のお掃除係 転生した新米宮女、後宮のお悩み解決します。」 著者：黒辺あゆみ
- 「雲神様の箱」 著者：円堂豆子

恋愛部門
- 「乙女ゲームの世界で私が悪役令嬢！？そんなのお断りです！」 著者：蒼月
- 「彼女が魔女に着替える時」 著者：冬村蜜柑

ラブコメ部門
- 「お隣さんと始める節約生活。 電気代のために一緒の部屋で過ごしませんか？」 著者：くろい
- 「隣の女のおかげでいつの間にか大学生活が楽しくなっていた」 著者：エパンテリアス
- 「クラスで一番の彼女、実はボッチの俺の彼女です」 著者：七星蛍
- 「JKマンガ家の津布楽さんは俺がいないとラブコメが描けない」 著者：水埜アテルイ
- 「カノジョに浮気されていた俺が、小悪魔な後輩に懐かれています」 著者：御宮ゆう
- 「俺と人懐っこいJKのゆったり1.5人暮らし 〜幽霊と食べる飯はうまい〜」 著者：佐城明

## 第5回
- 応募総数：4,724作品
- 最終選考：412作品
- 大賞受賞作：4作品
- 朝読小説賞受賞作：2作品
- 特別賞受賞作：20作品

### 大賞
- 異世界ファンタジー部門 「転生七女ではじめる異世界ライフ 〜万能魔力があれば貴族社会も余裕で生きられると聞いたのですが？！〜」 著者：四葉夕卜
- SF・現代ファンタジー部門 該当なし
- キャラクター文芸部門 「江戸の花魁と入れ替わったので、花街の頂点を目指してみる」 著者：七沢ゆきの
- 恋愛部門 「悪役令嬢は『萌え』を浴びるほど摂取したい！」 著者：烏丸紫明
- ラブコメ部門 「元スパイ、家政夫に転職する」 著者：秋原タク
- SF・ゲーム部門大賞 該当なし

### 朝読小説賞
- 「ぬいぐるみ犬探偵 リーバーの冒険」 著者：鈴木りん
- 「妖しいクラスメイト」 著者：無月兄

### 特別賞
異世界ファンタジー部門
- 「今日勇者を首になった」 著者：もりし
- 「外れスキルの辺境領主、不思議なダンジョンで無限成長」 著者：ふなず
- 「キミに捧げる英雄録1 立ち向かう者、逃げる者」 著者：猿ヶ原
- 「ステータス表示など、創作の中だけにしてくれと思ってた時がありました」 著者：サン・セバスチャン
- 「警備嬢は、異世界でスローライフを希望です 〜第二の人生はまったりポーション作り始めます！〜」 著者：くすだま琴
- 「エルフに転生した元剣聖、レベル1から剣を極める」 著者：大虎龍真
- 「本物の方の勇者様が捨てられていたので私が貰ってもいいですか？」 著者：花果唯
- 「宮廷魔法士です。最近姫様からの視線が気になります。」 著者：安居院晃
- 「異世界ナンパ 無職ひきこもりのオレがスキルを駆使して猫人間や深宇宙ドラゴンに声をかけてみました」 著者：滝本竜彦

恋愛部門
- 「婚約破棄された公爵令嬢は森に引き籠ります 黒のグリモワールと呪われた魔女」 著者：春野こもも
- 「アパートたまゆら」 著者：砂村かいり
- 「炭酸水と犬」 著者：砂村かいり
- 「乙女ゲームのヒロインは婚約破棄を阻止したい」 著者：藤浪保
- 「月誓歌」 著者：有須

ラブコメ部門
- 「恋人代行をはじめた俺、なぜか美少女の指名依頼が入ってくる」 著者：夏乃実
- 「強気なお嬢様が俺の料理で甘々に」 著者：雨宮むぎ
- 「他人を寄せつけない無愛想な女子に説教したら、めちゃくちゃ懐かれた」 著者：向原三吉
- 「幼馴染の妹の家庭教師をはじめたら」 著者：すかいふぁーむ
- 「フラれてから始まるラブコメ」 著者：金木犀

SF・ゲーム部門
- 「培養カプセルを抜けだしたら、出迎えてくれたのは僕を溺愛する先輩だった」 著者：冴吹稔

## 第6回
- 応募総数：7,188作品
- 最終選考：903作品
- 大賞受賞作：5作品
- 特別賞受賞作：38作品

### 大賞
出典：
- 異世界ファンタジー部門 「酔っぱらい盗賊、奴隷の少女を買う」 著者：新巻へもん
- 現代ファンタジー部門 「泣きゲーの世界に転生した俺は、ヒロインを攻略したくないのにモテまくるから困る――鬱展開を金と権力でねじ伏せろ――」 著者：穂積潜
- 恋愛部門大賞 「拝啓見知らぬ旦那様、離婚していただきます」 著者：マルコフ。
- ラブコメ部門 「陰キャな人生を後悔しながら死んだブラック企業勤務の俺（30）が高校時代からやり直し！社畜力で青春リベンジして天使すぎるあの娘に今度こそ好きだと告げる！」 著者：慶野由志
- キャラクター文芸部門 「無駄に幸せになろうとすると死にたくなるので、こたつでアイス食べます」 著者：コイル

### 朝読小説賞
- 「ザッシュゴッタ」 著者：みの狸
- 「レコード・トーカー～VRカードゲームで憧れのカードと共に少女は強くなる～」 著者：巴遊夜

### 特別賞
異世界ファンタジー部門
- 「いずれ最強に至る転生魔法使い　〜異世界に転生したけど剣の才能がないから家を追い出されてしまいました。でも魔法の才能と素晴らしい師匠に出会えたので魔法使いの頂点を目指すことにします〜」 著者：飯田栄静＠市村鉄之助
- 「いずれ水帝と呼ばれる少年　～水魔法が最弱？　お前たちはまだ本当の水魔法を知らない！～」 著者：かたなかじ
- 「王立魔術学院の鬼畜講師」 著者：急川回レ
- 「俺の召喚獣、死んでる」 著者：楽山
- 「壁役など不要！紙防御の仲間を助けまくってきたのにS級パーティから追放された俺は、未開の地で≪奴隷解放≫スキルを授かり、助けた美少女たちから溺愛されている内に……史上最強の国が出来ていた」 著者：向原行人
- 「ゲームのストーリー開始前に死ぬ“設定上最強キャラ”に転生したので頑張って生きたい」 著者：としぞう
- 「職業は鑑定士ですが（神眼）ってなんですか？　～初級職と見捨てられたので自由に生きたいと思います～」 著者：渡琉兎
- 「絶対無敵の解錠士《アンロッカー》　～ダンジョンに捨てられたFランクパーティーの少年はスキルの真価を知るSランクパーティーにスカウトされる～」 著者：鈴木竜一
- 「追放王子の異世界開拓！～魔法と魔道具で、辺境領地でシコシコ内政します」 著者：武蔵野純平
- 「追放された元ギルド職員、【覚醒鑑定】で天才少女たちの隠れたスキルを覚醒&コピーして伝説の冒険者(不本意)となる ～おい、俺を最高最強と持ち上げるのはやめてくれ。「何で？」って顔しないで～」 著者：ソウイチ
- 「何と言われようとも、僕はただの宮廷司書です。」 著者：安居院晃
- 「パラダイム・パラサイト」著者：kawa.kei
- 「氷結系こそ最強です！　～小さくて可愛い師匠と結婚するために最強の魔術師を目指します～」 著者：日之影ソラ
- 「無敵商人の異世界成り上がり物語　～現代の製品を自在に取り寄せるスキルがあるので異世界では楽勝です～」 著者：青山有

現代ファンタジー部門
- 「学校に内緒でダンジョンマスターになりました。」 著者：琳太
- 「スクール下克上・ボッチが政府に呼び出されたらリア充になりました」 著者：鏡銀鉢
- 「二度目の人生はスキルが見えたので、鍛えまくっていたら引くほど無双してた件」 著者：破滅
- 「モブ陰キャの俺、実は『暁鴉』と呼ばれし異能世界最強の重力使い　〜平穏な日々を守るため、素性を隠して暗躍します〜」 著者：海月くらげ

恋愛部門
- 「黒狼王は身代わりの花嫁を溺愛する　～虐げられし王女は愛され愛を知る～」 著者：高岡未来
- 「■瑞兆は濡烏を秘する■　〜後宮を仮宿にして、5年かけて有能官吏（男装）まで登りつめました、が、黒髪だけは隠したいっ！〜」 著者：supico
- 「モブ同然の悪役令嬢に転生したので、男装して主人公に攻略されることにしました」 著者：岡崎マサムネ
- 「わたしの処女をもらってもらったその後。」 著者：高岡未来

ラブコメ部門
- 「妹の友達を好きになるなんてありえない」 著者：エパンテリアス
- 「陰キャの僕にセフレがいる事をクラスの君達はまだ知らない」 著者：ヤマモトタケシ
- 「後ろの席のぎゃるに好かれてしまった。もう俺は駄目かもしれない。」 著者：陸奥こはる
- 「彼女が先輩にNTRれたので、先輩の彼女をNTRます」 著者：震電みひろ
- 「クラスで2番目に可愛い女の子と友だちになった」 著者：たかた
- 「この男に甘い世界で俺は。〜男女比1：8の世界で始める美味しい学園生活〜」 著者：漂鳥
- 「コンビニ強盗から助けた地味店員が、同じクラスのうぶで可愛いギャルだった」 著者：@a-st
- 「自炊男子と女子高生」 著者：茜ジュン
- 「消極先輩と積極後輩」 著者：水棲虫
- 「親友だと思っていたクラスの王子様が実は女の子だった」 著者：ゆで魂
- 「日陰者でいたい僕が、陽キャな同級生からなつかれている件」 著者：枩葉松
- 「ラブコメ漫画の世界に入ってしまったので、主人公とくっつかないヒロインを全力で幸せにする」 著者：shiryu

キャラクター文芸部門
- 「え、神絵師を追い出すんですか？　～理不尽に追放されたデザイナー、同期と一緒に神ゲーづくりに挑まんとす。プロデューサーに気に入られたので、戻ってきてと頼まれても、もう遅い！～」 著者：宮城こはく
- 「Vtuberってめんどくせえ！」 著者：烏丸英

どんでん返し部門
- 「幼馴染だった妻と一緒に高校時代にタイムリープしたんだがどうして過去に戻ってきたのか理由が分からない。そして高校生の妻がエロい。」 著者：kattern
- 「仮面は二枚被れ」 著者：十河

### ComicWalker漫画賞
異世界ファンタジー部門
- 「酔っぱらい盗賊、奴隷の少女を買う」 著者：新巻へもん
- 「いずれ最強に至る転生魔法使い　〜異世界に転生したけど剣の才能がないから家を追い出されてしまいました。でも魔法の才能と素晴らしい師匠に出会えたので魔法使いの頂点を目指すことにします〜」 著者：飯田栄静＠市村鉄之助
- 「王立魔術学院の鬼畜講師」 著者：急川回レ
- 「俺の召喚獣、死んでる」 著者：楽山
- 「絶対無敵の解錠士《アンロッカー》～ダンジョンに捨てられたFランクパーティーの少年はスキルの真価を知るSランクパーティーにスカウトされる～」 著者：鈴木竜一
- 「追放王子の異世界開拓！～魔法と魔道具で、辺境領地でシコシコ内政します」著者：武蔵野純平
- 「何と言われようとも、僕はただの宮廷司書です。」 著者：安居院晃
- 「無敵商人の異世界成り上がり物語　～現代の製品を自在に取り寄せるスキルがあるので異世界では楽勝です～」 著者：青山有

現代ファンタジー部門
- 「異世界帰りの英雄曰く」 著者：涼暮皐
- 「二度目の人生はスキルが見えたので、鍛えまくっていたら引くほど無双してた件」 著者：破滅
- 「魔力を溜めて、物理でぶん殴る。～外れスキルだと思ったそれは、新たな可能性のはじまりでした～」 著者：ぷらむ

恋愛部門
- 「悪役令嬢が実は心が綺麗な良い娘であると俺だけが知っている。」 著者：Crosis
- 「わたしの処女をもらってもらったその後。」 著者：高岡未来

ラブコメ部門
- 「陰キャの僕にセフレがいる事をクラスの君達はまだ知らない」 著者：ヤマモトタケシ
- 「彼女が先輩にNTRれたので、先輩の彼女をNTRます」 著者：震電みひろ
- 「国民的アイドルになった幼馴染みが、ボロアパートに住んでる俺の隣に引っ越してきた件」 著者：榊原モンショー
- 「篠原君ちのおうちごはん！　～ ただ、隣に住んでいる女の同僚と毎晩、ご飯を食べる話～」 著者：七野りく
- 「一目惚れした家庭教師の女子大生に勉強を頑張ったご褒美にキスをお願いしてみた」著者：九条蓮
- 「ラブコメ漫画の世界に入ってしまったので、主人公とくっつかないヒロインを全力で幸せにする」 著者：shiryu

キャラクター文芸部門
- 「無駄に幸せになろうとすると死にたくなるので、こたつでアイス食べます」 著者：コイル
- 「え、神絵師を追い出すんですか？　～理不尽に追放されたデザイナー、同期と一緒に神ゲーづくりに挑まんとす。プロデューサーに気に入られたので、戻ってきてと頼まれても、もう遅い！～」 著者：宮城こはく
- 「おっさん、転生して天才役者になる」 著者：ほえ太郎

## 第7回
- 応募総数：7,865作品
- 最終選考：912作品

### 大賞
- 異世界ファンタジー部門 「チュートリアルが始まる前に～ボスキャラ達を破滅させない為に俺ができる幾つかの事」 著者：ハイブリッジこたつ
- 現代ファンタジー部門 「俺だけデイリーミッションがあるダンジョン生活」 著者：ファンタスティック小説家
- 恋愛（ラブロマンス）部門 「広報部出身の悪役令嬢ですが、無表情な王子が「君を手放したくない」と言い出しました」 著者：宮之みやこ
- ラブコメ（ライトノベル）部門 「迷子の女の子を家まで届けたら、玄関から出て来たのは学年一の美少女でした」 著者：楠木のある
- キャラクター文芸部門 該当なし
- ホラー部門 「領怪神犯」 著者：木古おうみ

### 特別賞
異世界ファンタジー部門
- 「妹が女騎士学園に入学したらなぜか救国の英雄になりました。ぼくが。」 著者：ラマンおいどん
- 「お侍さんは異世界でもあんまり変わらない」 著者：上下左右
- 「国王である兄から辺境に追放されたけど平穏に暮らしたい~目指せスローライフ~」 著者：おとら
- 「言霊使いの英雄譚　～コミュ力向上のためにマスターした言語スキルが想像以上に有能すぎる～」 著者：鈴木竜一
- 「最低キャラに転生した俺は生き残りたい」 著者：霜月雹花
- 「使い潰された勇者は二度目（いや、三度目？）の人生を自由に謳歌したいようです」 著者：あかむらさき
- 「走りたがりの異世界無双 ～毎日走っていたら、いつの間にか『世界最速』と呼ばれて色んな権力者に囲まれる件～」 著者：坂石遊作
- 「辺境の魔法薬師」 著者：えながゆうき
- 「【魔物喰らい】百魔を宿す者～落ちこぼれの”魔物喰らい”は、魔物の能力を無限に手に入れる最強で万能なギフトでした～」 著者：緒二葉

現代ファンタジー部門
- 「大家さん、従魔士に覚醒したってよ」 著者：モノクロ
- 「剣よ、かく語りき～剣と魔法の異世界に転生したのに実は文明が現代レベルだった件」 著者：山形くじら2号
- 「空が戦場になったこの世界で、誰よりも空を飛ぶことが上手い俺は、浮遊島の士官学校生活を満喫する -蒼穹の眠れるエース-」 著者：坂石遊作

恋愛（ラブロマンス）部門
- 「悪役令嬢の父親に転生したので、妻と娘を溺愛します」 著者：yui/サウスのサウス
- 「妹に婚約者を寝取られたら公爵様に求婚されました」 著者：陽炎氷柱
- 「この鼓動が止まったとしても、君を泣かせてみたかった」 著者：望月くらげ
- 「婚約破棄され捨てられる未来が待っているらしいので、令嬢やめることにしました」 著者：雪
- 「鈴の蕾は龍に抱かれ花ひらく　～迷子宮女と美貌の宦官の後宮事件帳～」 著者：綾束　乙
- 「素っ頓狂な私の親友、ホントに手が掛かるんですけど　～私は別に面倒見なんて良くないタイプの令嬢のはず～」 著者：野菜ばたけ
- 「チョコレート聖女は第二王子に庇護＆溺愛をされています　～異世界で作ったチョコレートが万能回復薬のため聖女と呼ばれるようになりました～」 著者：高岡未来
- 「猫ノ山寧々子はネコになる」 著者：ひのはら
- 「竜帝さまの専属薬師」 著者：藤浪保

ラブコメ（ライトノベル）
- 「推しに熱愛疑惑出たから会社休んだ」 著者：カネコ撫子
- 「お隣の女子高生の人生を買うことになったんだが、そのときには既にベタ惚れされてしまっていたらしい。」 著者：春一
- 「週に一度クラスメイトを買う話」 著者：羽田宇佐
- 「主人公の好きな幼馴染を奪ってしまう男に生まれ変わった件」 著者：みょん
- 「やさ男、傲慢で性悪な侯爵家の一人息子（18歳）に転生する〜ひっそり過ごすつもりが学園の美人令嬢らに絡まれるようになる〜」 著者：夏乃実 (旧) 濃縮還元ぶどうちゃん

キャラクター文芸部門
- 「異世界空港のビストロ店〜JKソラノの料理店再生記〜」 著者：佐倉涼
- 「黄金の経験値」 著者：原純
- 「自作3Dモデルの素材を宣伝するためにVtuberになったら予想外に人気出てしまった」 著者：下垣

ホラー部門
- 「鬼妃秘記(キヒヒキ)」 著者：鉈手ココ
- 「ゆるコワ！　～無敵の女子高生二人がただひたすら心霊スポットに凸しまくる！～」 著者：谷尾銀

### ComicWalker漫画賞
異世界ファンタジー部門
- 「異世界最高峰のギルドリーダー〜僕以外、全員イケメンと美少女なのでそろそろギルドを抜けたいのですが〜」 著者：悠/陽南ゆうい
- 「お侍さんは異世界でもあんまり変わらない」 著者：上下左右
- 「おっさんがゲーム序盤に倒される山賊のザコキャラに転生しましたが、貰ったスキルとやり込んだゲーム知識を使ってどうにかこうにかやっていこうと思います。」 著者：ひろっさん
- 「転生してあらゆるモノに好かれながら異世界で好きな事をして生きて行く」 著者：御峰
- 「辺境の魔法薬師」 著者：えながゆうき
- 「ラスボスたちの隠し仔　～魔王城に転生した元社畜プログラマーは自由気ままに『魔導言語《マジックコード》』を開発する～」 著者：熊乃げん骨

現代ファンタジー部門
- 「俺だけデイリーミッションがあるダンジョン生活」 著者：ファンタスティック小説家
- 「金属スライムしか出ない極小ダンジョンを見つけました」 著者：温泉カピバラ
- 「剣よ、かく語りき～剣と魔法の異世界に転生したのに実は文明が現代レベルだった件」 著者：山形くじら2号
- 「生活魔法使いの下剋上～虐げられた生活魔法使いは好きにします～」 著者：月汰元

恋愛（ラブロマンス）部門
- 「広報部出身の悪役令嬢ですが、無表情な王子が「君を手放したくない」と言い出しました」 著者：宮之みやこ

ラブコメ（ライトノベル）部門
- 「『帰還勇者のＲｅ：スクール（学園無双）』 　勇者になり異世界を救った陰キャ、鋼メンタル＆スキル持ちで地球に帰還し、学校カーストを無双下克上する。「魔王討伐と比べたら学校カーストとかヌルゲー過ぎる……」」 著者：マナシロカナタ（かなたん）
- 「スキル『おっぱい矯正』ってどういうこと！？　こんなスキルを使う機会なんて……意外とある？　本当に……？」 著者：春一
- 「美人姉妹を助けたら盛大に病んだ件」 著者：みょん
- 「迷子の女の子を家まで届けたら、玄関から出て来たのは学年一の美少女でした」 著者：楠木のある

ホラー部門
- 「少女怪異紀行...⛩」 著者：枢木　縁
- 「ゆるコワ！　～無敵の女子高生二人がただひたすら心霊スポットに凸しまくる！～」 著者：谷尾銀
- 「領怪神犯」 著者：木古おうみ

### 映画・映像化賞
該当なし

## 第8回
- 応募総数：10,163作品
- 最終選考：1,651作品

### 大賞
- 異世界ファンタジー部門 「底辺冒険者なおっさんの俺いまさらチートを持っていることに気付く　領地経営ゲームで現実も楽々ライフ」 著者：ぎあまん
- 現代ファンタジー部門 「庭にダンジョンができたと思ったら、魔物はいないし、資源も０でした。※ただし経験値だけはガンガンに貯まる希少ダンジョンらしいので、ちょっくらレベル上げして、よそのダンジョンを漁りにいきます。」 著者：saida
- 恋愛（ラブロマンス）部門 「二度目の悪逆皇女はかつての敵と幸せになります。でも私を利用した悪辣な人々は絶対に許さない！【悪逆皇女は黒歴史を塗り替える】」 著者：緋色の雨
- ラブコメ（ライトノベル）部門 「俺の幼馴染はメインヒロインらしい。」 著者：睡眠が足りない人
- ライト文芸部門 「甘党男子はあまくない〜おとなりさんとのおかしな関係〜」 著者：織島かのこ
- ホラー部門 「みんなこわい話が大すき」 著者：尾八原ジュージ
- エンタメ総合部門 「バランスの良い山本さん、デスゲームに巻き込まれる。」 著者：ぽち
- カクヨムプロ作家部門 
  - 読者開拓賞 「異世界から帰還したら地球もかなりファンタジーでした。あと、負けヒロインどもこっち見んな。」 著者：飯田栄静＠市村鉄之助
- ベストPV賞 「今まで使えないクズだと家族や婚約者にも虐げられてきた俺が、実は丹精込めて育てたゲームのキャラクターとして転生していた事に気付いたのでこれからは歯向かう奴はぶん殴って生きる事にしました」 著者：Crosis
- アップデート賞 「外れスキルと馬鹿にされた【経験値固定】は実はチートスキルだった件」 著者：霜月雹花
- サポーター賞 富士田けやき

### 特別賞
- 異世界ファンタジー部門
  - 「クズレス・オブリージュ～18禁ゲー世界のクズ悪役に転生してしまった俺は、原作知識の力でどうしてもモブ人生をつかみ取りたい～」 著者：アバタロー
  - 「極剣のスラッシュ　～初級スキル使いまくってたら、いつの間にか迷宮都市最強とか呼ばれてたんだが～」 著者：天然水珈琲
  - 「ただ平穏にちょっと楽しく暮らしたい死霊魔導士の日常と非日常」 著者：うまうま
  - 「ご近所JK伊勢崎さんは異世界帰りの大聖女～そして俺は彼女専用の魔力供給おじさんとして、突如目覚めた時空魔法で地球と異世界を駆け巡る～」 著者：深見おしお
  - 「勇者召喚に巻き込まれたけれど、勇者じゃなかったアラサーおじさん。暗殺者（アサシン）が見ただけでドン引きするような回復魔法の使い手になっていた。」 著者：はらくろ
  - 「死亡フラグは力でへし折れ！～エロゲの悪役に転生したので、悪役らしくデバフで無双しようと思います～」 著者：夏歌 沙流
  - 「帝国最強の冒険者パーティー、突然の解散。結婚するから冒険者隠居する？店も出したい？安くするから遊びに来い？それなら仕方ない。幸せにな！」 著者：HATI
  - 「家臣に恵まれた転生貴族の幸せな日常。」 著者：企業戦士
  - 「糸を紡ぐ転生者」 著者：流庵
  - 「そして僕は龍人になった」 著者：丘之ベルン
  - 「異世界転移したら魔王にされたので、人の頭脳を持った魔物を召喚して無双する　～人間の知能高すぎるだろ、内政に武芸にチートじゃん～」 著者：クロン
  - 「男女の力と貞操が逆転した異世界で、俺が【聖男】として祭り上げられてしまった件…」 著者：タジリユウ
  - 「せっかく女の子に転生したんだから、俺なりに「可愛い」の頂点を極めてみようと思う」 著者：ジャジャ丸
- 現代ファンタジー部門
  - 「推しにダンジョン産の美味いもんを食わせるために、VTuberになってみた」 著者：モノクロウサギ
  - 「凡人転生の努力無双〜赤ちゃんの頃から努力してたらいつのまにか日本の未来を背負ってました〜」 著者：シクラメン
  - 「わらしべ長者で宇宙海賊」 著者：岸若まみず
  - 「パンと弾丸とダンジョンと」 著者：
- 恋愛（ラブロマンス）
  - 「婚約破棄と同時に大聖女の証を奪われた『氷の公爵令嬢』は、魔狼騎士に拾われ甘やかに溶かされる」 著者：越智屋ノマ
  - 「皇帝廟の花嫁探し〜仮初後宮に迷い込んだ田舎娘は大人しく使用人を目指します〜」 著者：藤乃 早雪
  - 「大金を手にした孤独な無自覚天才薬師が、呪われたSランク冒険者に溺愛されるまで」 著者：未知香
  - 「冴えない王女の格差婚事情」 著者：ユキノト
  - 「国外追放された王女は、敵国の氷の王に溺愛される」 著者：坂合奏
  - 「たくあん聖女のレシピ集〜【たくあん錬成】スキル発覚で役立たずだと追放されましたが神殿食堂で強く生きていきます〜」 著者：景華

### 映画・映像化賞
該当なし

## 第9回
- 応募総数：12,309作品[3]
- 最終選考：1,997作品

### 大賞
- 異世界ファンタジー部門 「親友が国選パーティから追放されたので、ついでに俺も抜けることにした。」 著者：右薙 光介
- 現代ファンタジー部門 「『無刀』のおっさん、実はラスダン攻略ずみ」 著者：末松燈
- 恋愛（ラブロマンス）部門 「旦那様、ビジネスライクに行きましょう！〜下町育ちの伯爵夫人アナスタシアは自分の道を譲らない〜」 著者：腹ペコ鳩時計
- ラブコメ（ライトノベル）部門 「モブ司祭だけど、この世界が乙女ゲームだと気づいたのでヒロインを育成します。」 著者：レオナールD
- ライト文芸部門 「琥珀色の騎士は聖女の左手に愛を誓う」 著者：笹井風琉
- ホラー部門 「Re:Re:Re:Re:ホラー小説のプロット案」 著者：Rinto
- エンタメ総合部門 「銀河放浪ふたり旅～宇宙監獄に収監されている間に地上が滅亡してました」 著者：榮織タスク
- カクヨムプロ作家部門
  - カクヨム1日ひとりじめ賞 「前世がアレだったB級冒険者のおっさんは、勇者に追放された雑用係と暮らすことになりました～今更仲間を返せと言われても返さない～」 著者：秋作
  - 最多読者賞 「転生したら悪役領主として主要キャラ達から殺されるキャラクターだった為、主人公達とは関わりたくないので領地を立て直してスローライフを極め領地に籠りたい。」 著者：Crosis
  - 最多フォロー賞 「前世がアレだったB級冒険者のおっさんは、勇者に追放された雑用係と暮らすことになりました～今更仲間を返せと言われても返さない～」 著者：秋作
  - 編集部激推し賞 「侯爵家の恥さらしである俺が実は人々を救ってきた英雄だとバレた。だから実力主義の学園に入学してほとぼりが冷めるのを待とうと思います」 著者：楓原 こうた

### カクヨムコン読者まつり関連賞
- スコッパー賞 朱音ゆうひ
- 最熱狂賞
  - 異世界ファンタジー部門 「赤色幼少記～落ちこぼれは優秀な義弟と共に物理的に這い上がる～」 著者：赤ひげ
  - 現代ファンタジー部門 「呪われてダンジョンに閉じ込められていた勇者、人気配信者に偶然解放されたついでに無双してしまい大バズりしてしまう」 著者：恒例行事
  - 恋愛（ラブロマンス）部門 「【離婚前提】の嫌われ生贄姫は、魔国で愛され王妃に君臨いたしましたわ！〜」 著者：ミラ
  - ラブコメ（ライトノベル）部門 「モブ司祭だけど、この世界が乙女ゲームだと気づいたのでヒロインを育成します。」 著者：レオナールD
  - ライト文芸部門 「ゴーストハウス・スイーパーズ」 著者：陽澄すずめ
  - ホラー部門 「閉鎖スーパー、「ダイドー」」 著者：格沢　余糸己
  - ホラー部門 「老害対策法」 著者：無雲律人
  - エンタメ総合部門 「放送室でバカ話で盛り上がってたらマイクがオンだった。」 著者：izumi
  - カクヨムプロ作家部門 「俺、悪役騎士団長に転生する。」 著者：酒本アズサ
- 最熱狂レビュー賞
  - 異世界ファンタジー部門 みかぼし
  - 現代ファンタジー部門 朱音ゆうひ
  - 恋愛（ラブロマンス）部門 はるるる
  - ラブコメ（ライトノベル）部門 nullpovendman
  - ライト文芸部門 結月 花
  - ホラー部門 @fine444
  - ホラー部門 きみどり
  - エンタメ総合部門 @yasaka-eiji
  - カクヨムプロ作家部門 朱音ゆうひ